# Paroisse d'Ettelbruck Saints-Pierre-et-Paul
La paroisse d'Ettelbruck Saints-Pierre-et-Paul est l'une des 33 paroisses catholiques luxembourgeoises, créée par décret archiépiscopal le 7 mai 2017.
Elle appartient au doyenné central et remplace les 5 anciennes paroisses de Colmar-Berg, Ettelbrück, Oberfeulen, Obermarch et Schieren. 
Michelbouch, l'ancienne branche de la paroisse d'Obermertzig, en a été séparée.
La paroisse comprend les communes de Colmar-Berg, Ettelbruck, Feulen, Mertzig et Schieren.
Les saints patrons de la paroisse sont Pierre et Paul.
L'église principale de la paroisse est celle d'Ettelbruck (lb).

## voir aussi
: document utilisé comme source pour la rédaction de cet article.